# Râul Lupoaia, Cugir
Râul Lupoaia este un curs de apă, al cincilea afluent de stânga (din cei 11) al Râului Mic (Cugir), care la rândul său este afluentul râului Cugir și unul din cele două cursuri de apă majore care îl formează. 

## Generalități
Râul Lupoaia nu are afluenți semnificativi și nici nu trece prin vreo localitate. 

## Confluența formării
De fapt, Râul Cugir se formeaă la confluența dintre Râul Mic (Cugir) și Râul Mare (Cugir).